# Changuinola (huyện)
Huyện Changuinola là một huyện (distrito) thuộc tỉnh Bocas del Toro ở Panama. Theo điều tra dân số năm 2000, huyện này có dân số 71922 người. Huyện Changuinola có diện tích 3995 km². Huyện lỵ đóng tại Changuinola.